# Campionati russi di ski cross 2009
I Campionati russi di ski cross 2009 si sono svolti a Kirovsk il 1 aprile. Il programma ha incluso sia la gara femminile che la gara maschile. 
Trattandosi di competizioni valide anche ai fini del punteggio FIS, vi hanno partecipato anche sciatori di altre federazioni, senza che questo consentisse loro di concorrere al titolo nazionale russa.

## Risultati

### Uomini
| Pos. | Atleta          | Nazione |
| ---- | --------------- | ------- |
| 1    | Egor Korotkov   | Russia  |
| 2    | Vitaly Soldatov | Russia  |
| 3    | Alexandr Bondar | Russia  |
| 4    | Artem Danilov   | Russia  |

### Donne
| Pos. | Atleta                 | Nazione |
| ---- | ---------------------- | ------- |
| 1    | Nadezhda Yalisheva     | Russia  |
| 2    | Viktoria Struk         | Russia  |
| 3    | Yulia Livinskaya       | Russia  |
| 4    | Alexandra Kormilitsyna | Russia  |